# Oviñana
Oviñana (castellà) o Ouviñana (asturià) és un poble que pertany al municipi de Cudillero, a la zona occidental del Principat d'Astúries. El poble presenta una població de 526 habitants (INE, 2007). Administrativament, hi ha una divisió dins del poble, que no és real, ja que, en realitat, no existeix cap separació entre les diferents parts del poble. Els barris més importants d'Oviñana són: Riego Arriba, Riego Abajo i Vivigo. Altres barris són: Samaria, Las Carriles, La Fueya, Llanorrozo, etc.